# Ш̄
Cette page contient des caractères spéciaux ou non latins. S’ils s’affichent mal (▯, ?, etc.), consultez la page d’aide Unicode.
Ш̄ (minuscule : ш̄), appelé cha macron, est une lettre additionnelle de l’alphabet cyrillique utilisée dans certaines translittérations ou transcriptions phonétiques. Elle est composée du cha ‹ Ш › diacrité d’un macron.

## Utilisations
Dans la translittération de la devanagari hindi avec l’alphabet cyrillique, la Direction centrale du hindi (en) utilise le cha macron ‹ ш̄ › pour translittérer le ṣa ‹ ष ›. Le cha macron souscrit ‹ ш̱ › est utilisé à sa place dans certains ouvrages.
Le cha macron est utilisé dans la transcription cyrillique scientifique pour représenter une consonne fricative alvéolo-palatale sourde longue ou géminée [ ʃː].

## Représentation informatique
Le cha macron peut être représenté avec les caractères Unicode suivants :
- décomposé (cyrillique, diacritiques) :

| formes    | représentations | chaînes de caractères | points de code | descriptions                                       |
| --------- | --------------- | --------------------- | -------------- | -------------------------------------------------- |
| capitale  | Ш̄               | Ш◌̄                    | U+0428 U+0304  | lettre majuscule cyrillique cha diacritique macron |
| minuscule | ш̄               | ш◌̄                    | U+0448 U+0304  | lettre minuscule cyrillique cha diacritique macron |